# Mislav Ježić
‎Mislav Ježić, hrvaški filozof, jezikoslovec, filolog, pedagog in akademik, * 1952, Zagreb.
Ježić je predavatelj na Filozofski fakulteti v Zagrebu in član Hrvaške akademije znanosti in umetnosti.